# Nevio Scala
Nevio Scala (n. 22 noiembrie 1947, Lozzo Atestino, Veneto, Italia) este un antrenor de fotbal italian și fost jucător, cunoscut mai ales pentru perioada în care a fost antrenor al echipei Parma în perioada de aur a clubului în anii 1990, când a reușit să promoveze cu echipa din Serie B în Serie A, și apoi să câștige Coppa Italia în 1992 și Cupa Cupelor UEFA în 1993, iar mai apoi Supercupa Europei și Cupa UEFA în 1995.

## Palmares

### Ca jucător
- Serie A (1): 1967–68
- Cupa Campionilor Europeni (1): 1968–69
- Cupa Cupelor UEFA (1): 1967–68

### Ca antrenor
Parma
- Coppa Italia (1): 1991-92
- Cupa Cupelor UEFA (1): 1992–93

Finalist: 1993-94
- Supercupa Europei (1): 1993
- Cupa UEFA (1): 1994-95
- Supercoppa Italiana:Finalist: 1992, 1995

Borussia Dortmund
- Cupa Intercontinentală (1): 1997

Șahtior Donețk
- Premier Liha (1): 2001–02
- Cupa Ucrainei (1): 2001-02

Spartak Moscova
- Cupa Rusiei: 2002-03
- Supercupa Rusiei:Finalist: 2004